# John W. Dunn
John W. Dunn est un scénariste et animateur de dessins animés écossais. Il est né le 25 février 1919 à Coatbridge (Royaume-Uni) et mort le 17 janvier 1983 à San Fernando (Californie).

## Biographie
Il commence sa carrière aux studios d'animations Disney où sa première histoire, Man in space, reçoit une nomination aux Oscars.
Il entre en 1960 chez Warner Bros. Cartoons afin de remplacer remplace les scénaristes Michael Maltese et Warren Foster partis chez Hanna-Barbera Productions.
Son premier dessin animé y est The Pied Piper of Guadalupe, également nommé aux Oscars. Après la fermeture des studios Warner en 1963, Dunn rejoint DePatie-Freleng Enterprises. En 1964, il écrit l'histoire de La Vie en rose le premier court-métrage mettant en scène la célèbre Panthère rose. Il remporte l'Oscar du meilleur court métrage d'animation de l'année.
Durant les 19 années qui suivent, Dunn est très prolifique, travaillant notamment à l'animation de L'Araignée en 1967.
Il meurt à San Fernando (Californie) d'une crise cardiaque.

## Filmographie

### comme scénariste
- 1965 : The Beatles (série TV)
- 1962 : Crow's Feat
- 1962 : Mexican Boarders
- 1962 : Adventures of the Road-Runner
- 1964 : Señorella and the Glass Huarache
- 1964 : Pancho's Hideaway
- 1964 : The Pink Phink
- 1964 : Pink Pajamas
- 1965 : We Give Pink Stamps
- 1965 : Sink Pink
- 1965 : Pink Ice
- 1965 : Bully for Pink
- 1966 : Reaux, Reaux, Reaux Your Boat
- 1966 : Napoleon Blown-Aparte
- 1966 : Cirrhosis of the Louvre
- 1966 : Plastered in Paris
- 1966 : The Pink Blueprint
- 1966 : Smile Pretty, Say Pink
- 1966 : Ape Suzette
- 1966 : Pink-A-Boo
- 1966 : The Pique Poquette of Paris
- 1966 : The Genie with the Light Pink Fur
- 1966 : Sicque! Sicque! Sicque!
- 1966 : Super Pink
- 1966 : That's No Lady, That's Notre Dame
- 1966 : Unsafe and Seine
- 1966 : Rock-a-Bye Pinky
- 1967 : Pinknic
- 1967 : Pink of the Litter
- 1967 : In the Pink
- 1967 : Pink Paradise
- 1967 : Pinto Pink
- 1967 : Canadian Can-Can
- 1967 : The Shooting of Caribou Lou
- 1967 : Pink Outs
- 1968 : Sky Blue Pink
- 1968 : Pinkadilly Circus
- 1968 : G.I. Pink
- 1968 : The Pink Quarterback
- 1968 : Twinkle, Twinkle, Little Pink
- 1968 : Le Ball and Chain Gang
- 1968 : The Pink Pill
- 1968 : Little Beaux Pink
- 1968 : Tickled Pink
- 1968 : Hawks and Doves
- 1969 : Hurts and Flowers
- 1969 : Slink Pink
- 1969 : The Deadwood Thunderball
- 1969 : Extinct Pink
- 1969 : Tijuana Toads
- 1969 : A Pair of Sneakers
- 1969 : Go for Croak
- 1970 : Say Cheese, Please
- 1970 : Robin Goodhood
- 1971 : Mud Squad
- 1971 : The Great Continental Overland Cross-Country Race
- 1971 : A Leap in the Deep
- 1972 : Pink 8 Ball
- 1972 : Camera Bug
- 1973 : The Boa Friend
- 1973 : Killarney Blarney
- 1973 : Apache on the County Seat
- 1973 : Aches and Snakes
- 1974 : Strange on the Range
- 1974 : Pink Aye
- 1974 : Trail of the Lonesome Pink
- 1975 : Watch the Birdie
- 1975 : From Nags to Riches
- 1975 : Eagle Beagles
- 1975 : Pink Da Vinci
- 1975 : Pink Streaker
- 1975 : Salmon Pink
- 1975 : Pink Plasma
- 1975 : Forty Pink Winks
- 1975 : Goldilox & the Three Hoods
- 1975 : Pink Elephant
- 1975 : Rockhounds
- 1975 : Keep Our Forests Pink
- 1975 : The Scarlet Pinkernel
- 1975 : Pink Campaign
- 1975 : Bobolink Pink
- 1976 : Pink Piper
- 1976 : Medicur
- 1976 : Pinky Doodle
- 1976 : Sherlock Pink
- 1976 : Rocky Pink
- 1978 : To Catch a Halibut
- 1978 : Pink Lemonade
- 1978 : Pink Lightning
- 1978 : Pink S.W.A.T.
- 1978 : Pink and Shovel
- 1978 : Yankee Doodle Pink
- 1978 : Pinkologist
- 1978 : Pink Press
- 1978 : The Pink of Bagdad
- 1978 : Pet Pink Pebbles
- 1978 : Pink in the Drink
- 1978 : Pink Bananas
- 1978 : Star Pink
- 1979 : Fright Before Christmas (TV)
- 1979 : Bugs Bunny's Christmas Carol (TV)
- 1979 : Bugs Bunny's Looney Christmas Tales (TV)
- 1980 : Pink Panther in the Olym-pinks (TV)
- 1980 : Daffy Duck's Easter Show (TV)
- 1981 : Bugs Bunny: All American Hero (TV)
- 1981 : Le Monde fou, fou, fou de Bugs Bunny (The Looney, Looney, Looney Bugs Bunny Movie)
- 1982 : Bugs Bunny's Mad World of Television (TV)
- 1983 : L'Île fantastique de Daffy Duck (Daffy Duck's Movie: Fantastic Island)
- 1988 : Daffy Duck's Quackbusters